# رگ ساندرز
رگ ساندرز (انگلیسی: Reg Saunders؛ ۷ اوت ۱۹۲۰ – ۲ مارس ۱۹۹۰) یک نظامی اهل استرالیا بود. او نخستین شخصی از بومیان استرالیا بود که به مقام افسری در نیروی زمینی استرالیا رسید. رگ ساندرز از یک خانواده نظامی بود و اجداد او در جنگ بوئر دوم و جنگ جهانی اول خدمت کرده بودند. او همچنین دارای رتبه امپراتوری بریتانیا می‌باشد. رگ ساندرز در جنگ‌های نبرد شمال آفریقا، نبرد یونان، نبرد کرت و نبردهایی دیگر در جنگ جهانی دوم نیز شرکت داشت.